# Рябчик восточный
Ря́бчик восто́чный, или Рябчик то́ненький (лат. Fritillária orientális) — вид цветковых растений рода Рябчик (Fritillaria) семейства Лилейные (Liliaceae).

## Распространение и среда обитания
Растёт по альпийским лугам Большого Кавказского хребта, в травянистых зарослях на известняках.

### Охранный статус
Вид включён в Красную книгу Республики Ингушетия и Чеченской республики
.

## Ботаническое описание
Цветение с апреля по май. Цветки одиночные или собраны по два — три.